# Duplicaria mozambiquensis
Duplicaria mozambiquensis is een slakkensoort uit de familie van de Terebridae. De wetenschappelijke naam van de soort is voor het eerst geldig gepubliceerd in 1982 door Bratcher & Cernohorsky.